# Empecamenta hirtella
Empecamenta hirtella är en skalbaggsart som beskrevs av Moser 1914. Empecamenta hirtella ingår i släktet Empecamenta och familjen Melolonthidae. Inga underarter finns listade i Catalogue of Life.